# امیکو میاموتو
اِمیکو میاموتو (انگلیسی: Emiko Miyamoto؛ زادهٔ ۱۰ مهٔ ۱۹۳۷) بازیکن بازنشسته والیبال اهل ژاپن است.
وی در مسابقات کشوری و بین‌المللی در مجموع برندهٔ ۲ مدال طلا، ۱ مدال نقره شده‌است.